# بورغل
بورغل (بالألمانية: Bürgel) هي بلدة ألمانية تقع في ألمانيا في تورينغن.[بحاجة لمصدر] يقدر عدد سكانها بـ 3,269 نسمة .

## المدن التوأمة
مدن Vecpiebalga و ريدلينغن هي مدن توأمة لـبورغل.